# Rybák bělolící
Rybák bělolící (Sterna repressa) je středně velký druh rybáka z rodu Sterna, hnízdící v severozápadní části Indického oceánu.

## Popis
Rybák bělolící se na první pohled podobá rybáku dlouhoocasému nebo rybáku bahennímu. Má černou čepičku, bílé líce a tmavě šedou spodinu těla. Svrchu má šedý hřbet, křídla jsou šedá s bělavými ručními letkami a úzkým, tmavě šedým zadním okrajem. Ocas je šedý. Nohy jsou červené, zobák červený s černou špičkou. V prostém šatu (v zimě) má bílé čelo, přední část temene a celou spodinu těla, zobák je černavý. Mladí ptáci se podobají dospělým v prostém šatu, mají však černavý přední okraj křídla.

## Rozšíření a početnost
Rybák bělolící hnízdí v severozápadní oblasti Indického oceánu od ostrovů u pobřeží Keni přes Rudé moře, Arabský poloostrov a Perský záliv po západní Indii a Lakadivy. Po vyhnízdění se posunují k jižním oblastem areálu (východní Afrika, západní Indie), zatoulaní ptáci byli zjištěni až v Jihoafrické republice a na severu Rudého moře po Izrael (Ejlat).